# Георги Кекеманов
Георги Атанасов Кекеманов е бивш български футболист, вратар. Играл е за Ботев (Пловдив) (1945 – 1949, 1952 – 1960) и ЦСКА (1950 – 1951). Има 178 мача в шампионата (151 мача за Ботев и 27 мача за ЦСКА). Шампион на България с ЦСКА през 1951, бронзов медалист с Ботев през 1956 и двукратен финалист за Купата на Съветската армия с Ботев през 1947 и 1956 г.